# Golpe de Estado en Ghana de 1966
El golpe de estado de 1966 en Ghana denominado por sus perpetuadores como Operación Cold Chop (del inglés: Chuleta Fría) y calificado también como Día de la Liberación por sus defensores, se refiere a la acción cívico-militar perpetuada en Ghana el 24 de febrero de 1966, que derrocó al gobierno unipartidista y autocrático de Kwame Nkrumah e instauró una dictadura militar autodenominada Consejo de Liberación Nacional. Nkrumah no se encontraba en Ghana al momento del golpe, sino en un viaje diplomático en China, por lo que rápidamente se exilió en Conakri, la capital de Guinea. Bajo la supervisión del Consejo de Liberación Nacional, que contaba con apoyo de la CIA, las instituciones financieras internacionales privatizaron muchas de las empresas estatales del país.
Realizado inicialmente con un inmenso apoyo popular[cita requerida], e incluso con la participación activa de varios funcionarios gubernamentales descontentos, el gobierno militar resultante rápidamente perdió apoyos en gran medida debido a su retraso en el llamado a elecciones (una de sus principales promesas), y a las políticas económicas de ajuste estructural recomendadas por el Fondo Monetario Internacional (FMI) y el Banco Mundial, que llevarían a una devaluación del 30% del cedi ghanés. Finalmente, el régimen militar organizó la transición a un gobierno civil, manteniéndose el sistema republicano como forma de gobierno pero restaurando la democracia parlamentaria que tenía el país antes de su pase al presidencialismo en 1960. Se realizaron elecciones libres el 29 de agosto de 1969 y el NLC entregó el poder el 1 de octubre de ese mismo año.
El golpe de 1966, a pesar de ser históricamente justificado como necesario para poner fin a los abusos y al desgaste económico bajo el régimen nkrumahista[cita requerida], inauguró una inestabilidad política e institucional persistente en el país, que abrirían un ciclo golpe-elección repetitivo en 1972, 1979, y 1981. Desde la restauración democrática en 1992, no han vuelto a realizarse golpes de estado en Ghana.

## Antecedentes

### Clima político
En 1951, Ghana (entonces una colonia británica denominada Costa de Oro) celebró las primeras elecciones bajo sufragio universal en la historia de África. Desde estos comicios, el Partido de la Convención Popular (CPP), fundado alrededor de las ideas de Kwame Nkrumah, monopolizó el poder político. Tras la independencia de Ghana, el 6 de marzo de 1957, el gobierno de Nkrumah patrocinó una variedad de proyectos económicos populares y en el proceso creó una gran deuda externa. En 1960, con la conversión del país en una república presidencialista, tras ser elegido presidente por amplio margen, Nkrumah se movió para nacionalizar la economía ghanesa y el estado apretó fuertemente su control en áreas tales como la moneda y los impuestos. Hacia 1963, la mayor parte de la población sufría de escasez de alimentos y la inflación era galopante. Los pequeños empresarios, antes muy beneficiados si tenían membresía en el CPP, comenzaron a ver menos utilidad en el gobierno del partido.
Ante la creciente impopularidad y lo que podría ser una derrota segura en las elecciones generales previstas para 1965, el gobierno incrementó notoriamente la represión interna. Utilizó la Ley de Detención Preventiva para encarcelar a sus oponentes sin juicio hasta por cinco años. En 1964, un referéndum fuertemente manipulado concedió a Nkrumah poderes casi absolutos y convirtió a Ghana en un estado de partido único. Luego de que una Asamblea Nacional sin opositores asumiera el cargo en 1965, Nkrumah fue declarado presidente vitalicio del país. La libertad de prensa era prácticamente inexistente, como lo demostró en una declaración de octubre de 1965 del Times de Ghana: "Nuestra sociedad socialista no puede, y no tolerará, la publicación de ningún periódico en Ghana que se aparte de la ideología y lealtades exigidas por la Ghana socialista y nkrumahista". Las emisoras de radio gubernamentales solo pasaban propaganda oficialista y muy pocas noticias de importancia. Uno de los principales impulsores del golpe, el general Akwasi Afrifa, afirmaría más tarde: "Desde la mañana hasta bien entrada la noche brotaba en Radio Ghana una corriente repugnante de adulación estalinista y zalamerías abyectas. Las noticias se distorsionaban o suprimían tantas veces que los ghaneses dejaron de creer lo que escuchaban".
El partido actuó como un monolito político, con control funcional sobre poderosas organizaciones civiles como el Congreso de Sindicatos de Ghana y el Consejo Musulmán de Ghana. Por lo tanto, el CPP tenía un poder político y económico centralizado para perseguir una industrialización rápida bajo control nacional. Detrás de escena había un grupo de élite de planificadores económicos que se levantó para avanzar en su agenda bajo el gobierno militar. Estos tecnócratas dentro del gobierno encontraron una causa común con los militares y la policía en su desdén por la política de masas del CPP. Una de esas figuras fue B. A. Bentum, exsecretario general del Sindicato de Trabajadores Agrícolas y subsecuentemente Ministro de Silvicultura bajo el CPP. Bentum desaprobó las tendencias socialistas del país y colaboró con los conspiradores proporcionándoles información (incluidos detalles sobre campamentos de entrenamiento secretos en la República Popular China, que se usan para entrenar a revolucionarios de otros países africanos). Kojo Botsio, presidente de la Comisión Estatal de Planificación, estaba igualmente dispuesto, si no tan estrechamente involucrado.

### Insatisfacción militar y policial
Existe un amplio consenso de que los ejecutores directos del golpe (los militares y la policía) fueron también sus principales impulsores. En 1962, Nkrumah culpó a la policía por supuestamente permitir un intento de atentado contra él. Cuando el 2 de enero de 1964, un oficial de policía disparó a Nkrumah y mató a su guardaespaldas, la Fuerza de Policía fue reorganizada desde arriba, ocho altos oficiales fueron despedidos y los soldados de la base fueron desarmados.  Posteriormente, en abril de 1965, la Ley de Servicio Policial le dio a Nkrumah autoridad directa para contratar y despedir a la policía. Nkrumah también modificó la situación del servicio de inteligencia como una "Rama Especial" de la fuerza policial y lo puso bajo control civil, lo que en la práctica significaba que estaría bajo su control y el del partido. El comisario de policía John Harlley y su segundo al mando Anthony Deku siempre habían aspirado a tomar el control del gobierno. Harlley compiló un gran dosier sobre corrupción dentro del CPP y usó estos archivos para dar legitimidad a su causa. Sin embargo, para apoderarse del país, la policía tuvo forzosamente que trabajar con los militares, no solo porque habían sido desarmados, sino también porque, al ser vistos como uno de los instrumentos represores responsables de la brutalidad del régimen, gozaban de escasa popularidad ante el público.
Los planificadores de golpes identificaron el maltrato de las fuerzas armadas y el trato preferencial del Regimiento de Guardia Propio del Presidente, como fuentes de su insatisfacción. Los salarios de los soldados y oficiales, establecidos en 1957, habían perdido gran parte de su valor en medio de la inflación general, y el ejército no tenía dinero para uniformes y equipos nuevos.
Algunas figuras clave del golpe entraron en conflicto personal con Nkrumah. Otu, el jefe de Estado Mayor de Defensa, y Ankrah, el Jefe Adjunto, habían sido despedidos en agosto de 1965 y reemplazados por oficiales considerados más leales. Los generales más tarde afirmaron que acciones como estas representaban un exceso de poder civil sobre el ejército. Al momento del golpe, Afrifa enfrentaba una corte marcial por insubordinación, que debía iniciar el 25 de febrero de 1966. Según un rumor, Harlley y Deku, fueron acusados de participar en un esquema recientemente expuesto para vender ilícitamente diamantes a un comerciante europeo. Nkrumah los habría arrestado al regresar al país. Las lealtades étnicas también pueden haber influido en algunos de los planificadores del golpe. Un número significativo vino del grupo Ewe, que había sido dividido por la frontera con Togo y sintió que habían recibido un trato injusto bajo el gobierno de Nkrumah y el CPP. Los oficiales Ewe, que formaron el círculo interno del golpe, crecieron en la misma área, y Harlley y Kotoka (los miembros más prominentes de cada una de las fuerzas) asistieron a la Escuela Presbiteriana de Anloga.
Los planificadores del golpe habían recibido entrenamiento en Gran Bretaña, ya sea en el Colegio Policial Metropolitano o en la Real Academia Militar de Sandhurst, y fueron ampliamente percibidos como "prooccidentales". En general, el cuerpo de oficiales de Ghana era profundamente anglofílico y veía la cultura británica como un indicador de estatus. Por lo tanto, se opusieron al despido de Nkrumah de oficiales británicos en 1961. Tampoco estaban contentos con un realineamiento en curso fuera del Reino Unido a la Unión Soviética para la formación de oficiales. El Mariscal del Aire Otu escribiría en junio de 1968 que Ghana "se había convertido en una dictadura totalitaria de partido único, erosionando las libertades personales, había echado por los aires el principio sagrado del estado de derecho, redujo las elecciones a una farsa y mucho peor, rechazó todos sus lazos tradicionales con Occidente a favor de las dudosas ventajas de asociarse con extraños amigos del este".

## Participación angloamericana
Algunas de las primeras acusaciones sobre la participación de los Estados Unidos en el golpe vinieron del oficial retirado de la CIA John Stockwell en su libro de 1978, En busca de enemigos. En un comentario a pie de página que compara el golpe en Ghana con operaciones más recientes en el Congo, Stockwell escribió: "Esta es la forma en que se manejó el derrocamiento de Nkrumah en Ghana, en 1966. El Comité 40 se había reunido y rechazado una propuesta de la agencia para expulsar a Nkrumah. Sin embargo, la sede central alentó a la estación de Acra a mantener contacto con los disidentes del ejército de Ghana con el fin de recabar información sobre sus actividades. Recibió un presupuesto generoso y mantuvo un contacto íntimo con los conspiradores cuando se fraguó un golpe. Tan cerca estuvo la participación de la estación que pudo coordinar la recuperación de algunos equipos militares soviéticos clasificados por los Estados Unidos cuando se produjo el golpe. La estación incluso propuso a la sede central a través de canales secundarios que un escuadrón esté presente en el momento del golpe para asaltar la embajada china, matar a todos los que estén dentro, robar sus archivos secretos y volar el edificio para cubrir el hecho. Esta propuesta fue anulada, pero dentro de la sede de la CIA se otorgó a la estación de Acra el crédito total, si no oficial, por el eventual golpe de Estado, en el que murieron ocho consejeros soviéticos. Nada de esto se reflejó adecuadamente en los registros escritos de la agencia".
El historiador John Prados ha escrito que no se ha verificado que la CIA haya tenido algún papel en la dirección del golpe, aunque eran conscientes de las tensiones que se levantaban entre el ejército de Ghana y el gobierno de Nkrumah. Howard Bane, agente de la CIA, incluso afirmó en febrero de 1966 que una serie de golpes que habían ocurrido en otras naciones africanas también motivaron a los militares de Ghana a derrocar a Nkrumah. Los memorandos publicados en 2001 sugieren que los Estados Unidos y el Reino Unido discutieron un plan "para inducir una reacción en cadena que eventualmente conduzca a la caída de Nkrumah". Los archivos relevantes del servicio de inteligencia británico, MI6, permanecen clasificados.
Gran Bretaña y los Estados Unidos comenzaron las discusiones sobre el cambio de régimen en Ghana en 1961. Los detalles de los planes de esta época son en su mayoría desconocidos, ya que los documentos desclasificados de este período permanecen censurados. Uno de esos complots involucró al ministro de economía del régimen entre 1954 y 1961, Komla Agbeli Gbedemah, quien aseguró el apoyo del Departamento de Estado y la CIA para un plan para derrocar a Nkrumah, pero fue detectado por el servicio de inteligencia nacional.
El interés de la CIA en Ghana aumentó nuevamente en 1964, cuando el director de Inteligencia Central John McCone comenzó a participar en reuniones de alto nivel para discutir las relaciones futuras con el país. El 6 de febrero de 1964, el Secretario de Estado de los Estados Unidos, Dean Rusk, le pidió a McCone que estudiara la posibilidad de una toma de control del gobierno dirigida por JA Ankrah. McCone indicó el 11 de febrero que tal política podría llevarse a cabo en cooperación con los británicos. El 26 de febrero de 1964, Nkrumah escribió al presidente estadounidense, Lyndon Johnson, criticando a "dos establecimientos conflictivos" que operaban en Ghana: "Existe la Embajada de los Estados Unidos como una institución diplomática que realiza negocios diplomáticos formales con nosotros; también existe la organización de la CIA que funciona presumiblemente dentro o fuera de este organismo reconocido. Esta última organización, es decir, la CIA, parece dedicar toda su atención a fomentar la mala voluntad, la incomprensión e incluso las actividades clandestinas y subversivas entre nuestro pueblo, y el menoscabo de las buenas relaciones que existen entre nuestros dos Gobiernos".
Cuando a principios de 1965 Nkrumah solicitó asistencia financiera de los Estados Unidos, el Departamento de Estado lo rechazó y le sugirió que preguntara al FMI. Sin embargo, el presidente de los Estados Unidos, Lyndon Johnson, acordó prestarle ayuda financiera para los proyectos del río Volta. Estados Unidos se mostró reacio a negociar con Nkrumah en parte porque previeron un golpe de Estado dirigido por Otu, Ankrah y Harlley. En abril, la Embajada de los Estados Unidos en Acra presentó un informe al Departamento de Estado titulado "Propuesta de postura de ayuda de los Estados Unidos hacia un gobierno sucesor al de Nkrumah".
Un memorando del Consejo de Seguridad Nacional de los Estados Unidos, de Robert Komer a McGeorge Bundy, evaluó la situación: "Para su información, podemos tener un golpe pro occidental en Ghana pronto. Algunas figuras clave de las fuerzas armadas y de la policía han estado planeando uno durante algún tiempo, y el deterioro de la situación económica de Ghana puede ser la chispa. Los conspiradores nos mantienen informados, y el Estado cree que estamos más dentro que los británicos. Si bien no estamos directamente involucrados (me dicen), nosotros y otros países occidentales (incluida Francia) hemos estado ayudando a establecer la situación al ignorar las súplicas de Nkrumah de ayuda económica. La negativa del nuevo grupo OCAM (francófono) a asistir a cualquier reunión de la OUA en Acra (debido a la conspiración de Nkrumah) lo aislará aún más. En general, se ve bien".
Nkrumah temió por su vida y sintió gran angustia durante este tiempo. Las relaciones diplomáticas con Occidente parecían deteriorarse, con la publicación de Nkrumah de Neocolonialismo: La última etapa del Imperialismo y su crítica a la débil respuesta británica a la secesión de Rodesia como un régimen de apartheid. En mayo de 1965, Nkrumah rechazó las primeras propuestas económicas del Fondo Monetario Internacional. En septiembre de ese mismo año, tan solo cinco meses antes del golpe, se resistió a aplicar dichas recomendaciones luego de que estas fueran reafirmadas por el Banco Mundial.

## Sucesos
Nkrumah abandonó el país el 21 de febrero de 1966, para una reunión diplomática con el presidente de la República Democrática de Vietnam, Hồ Chí Minh, viajando primero a China. La embajada de los Estados Unidos alentó a Nkrumah a asistir a esta misión diplomática y, de hecho, prometió detener el bombardeo de Vietnam del Norte para garantizar su seguridad.
Casi al momento de la partida de Nkrumah, un grupo de seiscientos soldados estacionados en la parte norte del país recibió la orden de comenzar a moverse hacia el sur hasta Acra, a una distancia de 435 millas. Primero se les dijo que se estaban movilizando para responder a la situación en Rodesia. Los líderes del golpe dijeron a los soldados, cuando llegaron a Acra, que Nkrumah se reuniría con Hồ Chí Minh en preparación para el despliegue de soldados ghaneses en la Guerra de Vietnam. Además, se les dijo a los soldados que iban a ser desplegados en Rodesia para luchar contra el régimen racista blanco de Ian Smith.
Los soldados se dividieron y llevaron a capturar varios edificios gubernamentales clave. Con el jefe de Estado Mayor de la Defensa en una reunión de la OUA, el oficial de mayor rango fue el general Charles Barwah, presuntamente muerto a tiros cuando se negó a cooperar con el golpe. La Casa de Radiofusión Estatal y los edificios de comunicaciones internacionales fueron capturados rápidamente. La lucha más fuerte estalló en la Flagstaff House, la residencia presidencial, donde los derrocadores militares encontraron la resistencia de la Guardia Presidencial.
Por radio, al amanecer del 24 de febrero de 1966, el General Emmanuel Kwasi Kotoka anunció el cambio de régimen:

Compañeros ciudadanos de Ghana, he venido a informarles que los militares, en cooperación con la Policía de Ghana, se han hecho cargo hoy del gobierno de Ghana. El mito que rodea a Nkrumah se ha roto. El parlamento se disuelve y Kwame Nkrumah queda destituido de su cargo. Todos los ministros también son despedidos. El Partido de la Convención Popular queda disuelto con efecto inmediato. Será ilegal que cualquier persona pertenezca a él.

Los soldados procedieron a arrestar a los ministros del CPP mientras continuaban los enfrentamientos con la Guardia Presidencial. Cuando el coronel Kokota amenazó con bombardear la residencia presidencial si la resistencia continuaba después de las 12:00 p. m., la primera dama Fathia Nkrumah, aconsejó a los guardias que se rindieran y lo hicieron.
Un telegrama de la CIA informó al gobierno de los Estados Unidos del golpe y dijo: "Parece que los golpistas están implementando los planes que, según se informó, habían acordado para el período inmediatamente posterior al golpe". Según los militares, veinte miembros de la guardia presidencial habían sido asesinados y veinticinco heridos. Otros sugieren un número de muertos de 1.600 o más. El biógrafo de Nkrumah, June Milne, escribió: "sea cual sea el número de muertos, estuvo lejos del 'golpe sin sangre' reportado en la prensa británica".